# Cabeço da Lagoinha
O Cabeço da Lagoinha é uma elevação portuguesa localizada no concelho das Lajes do Pico, ilha do Pico, arquipélago dos Açores.
Este acidente geológico tem o seu ponto mais elevado a 676 metros de altitude acima do nível do mar. Nas imedações desta formação encontra-se a Lagoa Negra, a elevação do Cabeço da Lança e a Ribeira Grande.